# Martín Palermo
Martín Palermo (La Plata, 7 de noviembre de 1973) es un exfutbolista y entrenador argentino. Actualmente está sin club. Como jugador, se desempeñaba en la posición de delantero centro, donde llegó a destacarse como uno de los mejores y más icónicos de la historia de Boca Juniors y del fútbol argentino. Es el tercer máximo goleador de todos los tiempos en clubes del fútbol argentino, con 272 goles entre torneos oficiales de AFA y copas internacionales, siendo superado por Ángel Labruna y Arsenio Erico. Fue nombrado como futbolista del año en Sudamérica en 1998 e incluido en el Equipo Ideal de América en 1998 y 2000. Ha llamado la atención de diversos medios de comunicación por haber protagonizado situaciones deportivas de características extraordinarias y también por haber mostrado una gran voluntad de recuperación ante circunstancias adversas, tanto deportivas como personales.
Se formó en las divisiones juveniles de Estudiantes de La Plata, donde también debutó profesionalmente en 1992. Con el Pincha, permaneció por seis temporadas hasta su fichaje por Boca Juniors en 1997. Con los xeneizes, Palermo rompería el récord de goles en torneos cortos, anotando 20 goles en el Torneo Apertura 1998, y ganaría tres títulos locales y dos internacionales, destacándose por anotarle los dos goles al Real Madrid en la Copa Intercontinental 2000 que consagraría a Boca como campeón del mundo. En 2001 fue fichado por el Villarreal de España, donde solo pudo permanecer por dos temporadas y nunca llegó a asentarse, además de cortos pasos por Real Betis y Alavés, hasta su retorno a Boca en 2004. En su segunda etapa, Palermo se consagraría como el máximo goleador histórico del club, con 236 goles, y ganaría tres títulos locales y seis internacionales, colocándolo como el 4° jugador con más títulos (13), y el 4° con más encuentros disputados (404). En 2011 se retiró profesionalmente en la institución, volviéndose uno de los máximos ídolos de toda la historia del club.
Con la selección argentina, debutó en 1999 y disputó la Copa América de ese mismo año, donde obtendría el récord Guinness de errar tres penales consecutivos en un solo partido. No volvería a ser convocado hasta 2009, donde anotaría un gol decisivo en las Eliminatorias para que el seleccionado argentino clasifique al Mundial de Sudáfrica 2010, en donde también, logró el récord de ser el jugador debutante más viejo (36 años) en anotar un gol en la competencia, hasta ser superado por el panameño Felipe Baloy en el Mundial de Rusia 2018.
Como director técnico, comenzó entrenando a los clubes argentinos Godoy Cruz y Arsenal entre 2012 y 2015, para posteriormente entrenar a la Unión Española, donde obtuvo el subcampeonato del Torneo Transición 2017. En 2018 entrenó al Pachuca de México y en 2019 a Curicó Unido de Chile. En la temporada 2021-2022, tuvo un buen paso por Aldosivi, logrando uno de los primeros puestos en su respectiva zona.

## Biografía

### Infancia y adolescencia
Palermo nació en la ciudad de La Plata el 7 de noviembre de 1973 en el seno de una familia hincha de Estudiantes de La Plata integrada por sus padres y un hermano 6 años mayor. Su abuelo, Enrique Palermo, había jugado en el primer equipo del Club Deportivo Vieytes de Magdalena. Su padre trabajaba en la empresa estatal Astillero Río Santiago y participó activamente en las movilizaciones sindicales que en los años 1990 lograron resistir el intento de privatización; trabajó allí 51 años hasta que se jubiló en 2006. Su padre ha declarado también que el ejemplo y la vivencia familiar de esas luchas sindicales:

Él también fue parte de esas reuniones familiares y de esas conversaciones. El objetivo era nunca dejar de luchar, no bajar los brazos. Nuestra lucha tuvo su premio. Creo que él también la tomó como ejemplo y también lo aplicó para cual era su lucha, para cual era su objetivo.
Carlos Palermo.

Cursó sus estudios primarios en el Colegio Sagrado Corazón de La Plata. A los 7 años (1980/1981) comenzó a jugar como arquero en las divisiones infantiles del Club Estudiantes de La Plata impulsado por su hermano, quien también jugaba de arquero en las divisiones inferiores del club. Invitado por un amigo, a los 11 años ingresó al Club For Ever, donde jugó como delantero durante los años 1984 y 1985. Alfredo García fue el entrenador que lo colocó como delantero, convirtiendo 54 goles en su primer torneo en esa posición, en 1984. Allí conoció a los mellizos Guillermo y Gustavo Barros Schelotto, quienes luego serían estrellas del Club Gimnasia y Esgrima de La Plata, archirrival de Estudiantes. Desde entonces, Palermo y Guillermo Barros Schelotto mantuvieron una relación de profunda antipatía mutua, hasta que integraron el equipo del Club Boca Juniors años más adelante y terminaron siendo amigos personales.

El odio que nos teníamos era mutuo. Y venía de la secundaria, en La Plata, ya que jugábamos en clubes distintos y nos enfrentamos en las divisiones inferiores, por lo que la rivalidad venía de ambas familias, pero ahora somos amigos.
Martín Palermo.

Viendo su alto rendimiento, directivos de For Ever lo volvieron a llevar al Club Estudiantes en 1985, pero esta vez como delantero en la pre Novena, aunque debió inicialmente permanecer como suplente. Con ese equipo salió campeón en todas las divisiones infantiles dirigidas por Eduardo Flores, incluyendo la quinta, siendo el "hombre gol" del equipo, junto con Leonardo Serfaty. En esa época su apodo era «La Gata».
Entre los partidos jugados en aquel momento se destaca la final de sexta división de 1990 entre Estudiantes y Gimnasia y Esgrima, el clásico platense. Los dos partidos de ida y vuelta despertaron la atención de los aficionados que llenaron la cancha, mientras que el partido era transmitido por la radio. La estrella de Gimnasia era precisamente Guillermo Barros Schelotto. La ida terminó con un triunfo estudiantil, por 2-0, con un gol de cabeza de Martín. En la vuelta, Gimnasia se puso 3-0 y se consagraba campeón, cuando un nuevo gol de cabeza de Palermo sobre el final, llevó la definición a penales, donde se impuso Estudiantes. Los goles de Palermo en esa ocasión pueden verse en el documental "Palermo el optimista del gol" realizado por Terra.
Cursó con dificultades sus estudios secundarios, hasta tercer año en el Sagrado Corazón y luego en la sección nocturna de la escuela Normal Benito Lynch, obligado por los entrenamientos.
En 1989 practicó básquetbol en el club Unión Vecinal, llegando a actuar en algunos partidos de la categoría cadete del torneo de la Asociación Platense de Básquetbol.
De la quinta división de Estudiantes, fue convocado directamente a la reserva, donde salió campeón y goleador del equipo junto a Luis Suárez. En 1992 fue designado para integrar la selección argentina juvenil sub-19.

## Trayectoria como jugador
En esta primera época de su vida se originó el mote de "El Loco":

...por sus excentricidades, por su forma de ser tan rara, divertida, espontánea y fresca. Claro a veces se le pasaba un poco la mano en sus cargadas o actitudes y se ganaba tontamente la tarjeta roja, o algún insulto, o crítica ya que se tornaba ofensiva su actitud. Más de una vez provocó la ira de los hinchas y de los mismos jugadores rivales.

### Inicios en Estudiantes de La Plata (1992-1997)
Debutó en primera división a los 18 años, el 5 de julio de 1992 en el empate sin goles entre San Lorenzo y Estudiantes por el Torneo Clausura. Fue su único partido en dicho torneo. En el Torneo Apertura de ese mismo año jugó 12 partidos y tampoco convirtió goles.
En los primeros años le costó mucho asentarse en el primer equipo, a la vez que los técnicos no le brindaban continuidad de juego y la hinchada lo cuestionaba como un jugador torpe. Recién pudo convertir el primer tanto de su carrera el 12 de mayo de 1993 por el Torneo Clausura a los 20 minutos del encuentro que finalizó en victoria (3-0) del club platense frente a San Martín de Tucumán. En dicho torneo disputó 7 encuentros. También disputó el Torneo Apertura de ese mismo año donde jugó 10 partidos y no convirtió goles. Al año siguiente, por el Torneo Clausura 1994, disputó 7 encuentros y marcó 1 gol, siendo su segundo tanto como futbolista profesional.
En 1994, Estudiantes perdió la categoría y debió descender a la segunda división para disputar el Campeonato Nacional B 1994-95. Dos referentes históricos del club, Miguel Ángel Russo y Eduardo Luján Manera, se ofrecieron entonces como directores técnicos para dirigir al equipo en el principal torneo de ascenso. Estudiantes realizó una gran campaña ganando el torneo y el ascenso con récord de puntos. Palermo, sin embargo permaneció como suplente y solo ingresó en 2 partidos en los que no marcó goles.
En la temporada 1995/1996, Palermo no figuraba en los planes del director técnico Miguel Ángel Russo y aceptó irse cedido a préstamo a San Martín de Tucumán para seguir jugando en la segunda división. Fue un momento muy difícil en su carrera en el que sus entrenadores llegaron a decirle que "sólo servía para cortar el pasto".
Pero finalmente la transferencia no se realizó debido a la sorprendente decisión del club tucumano de considerar elevada la suma de 20.000 dólares que el club platense pedía por el año. El diario Clarín del sábado 26 de agosto llegó a anunciar que Palermo ingresaría ese día como titular ante Deportivo Morón. “El Loco” integró la delegación tucumana, pero como el contrato aún no se había firmado no jugó.

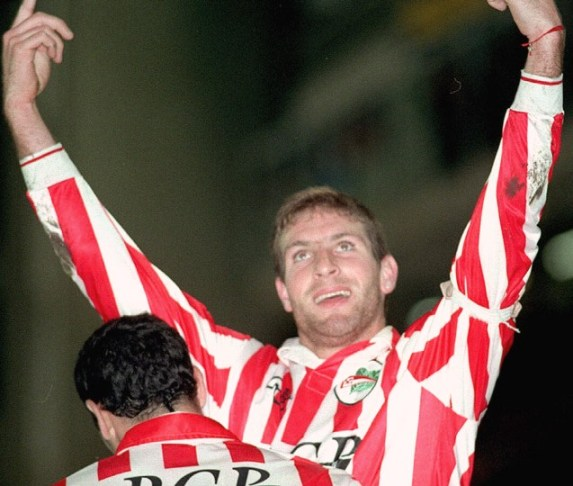
Celebrando un gol a Boca Juniors con Estudiantes de La Plata, en La Bombonera, por el Torneo Clausura 1996.

Frustrado definitivamente su pase, Palermo volvió a Estudiantes sin expectativas de jugar ante la decisión de la dupla Russo/Manera de postergarlo. Sin embargo el equipo tuvo un pésimo comienzo del Torneo Apertura 1995 (Argentina) que lo ponía nuevamente en riesgo de descender y llevó a la renuncia de los técnicos. En medio de una situación caótica, asumió interinamente la dirección técnica el preparador físico, "El Profe" Daniel Córdoba, quien cambió radicalmente la postura del club ante Palermo y lo incluyó entre los titulares, junto a jugadores como Carlos Bossio, Claudio París, Juan Sebastián Verón y José Luis Calderón. Como preparador físico, Córdoba tenía una relación estrecha con los suplentes, entre ellos Palermo, y una cierta preferencia emocional.
Contra todos los pronósticos Estudiantes ganó seis de los ocho partidos que restaban y empató los dos restantes, finalizando en el 9.º puesto, por encima de las expectativas iniciales. En ese campeonato estalló Palermo, convirtiendo 6 goles en 8 partidos (promedio 0,75). El Profe Córdoba, quien confiaba que Martín debía explotar como goleador en cualquier momento, ha dicho sobre él lo siguiente:

¿Vos querés buscarle la explicación a Martín Palermo? No se la busqués. Ni por gil, ni por los goles, ni por la técnica, ni por todo lo que evolucionó como jugador. Buscásela en la mente y en el alma, buscásela en el corazón, buscásela en la familia.
Daniel Córdoba.

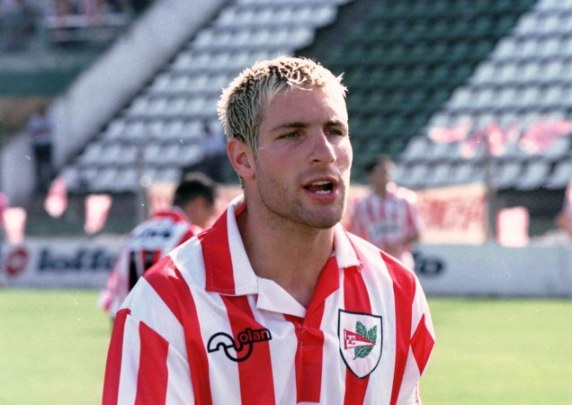
Palermo, durante su última temporada en Estudiantes, en 1997.

Con la titularidad asegurada Palermo tuvo una destacada actuación en el Torneo Clausura 1996, consagrándose como segundo goleador del campeonato al marcar 11 goles en 19 encuentros (promedio 0,58). Se destacan los dos goles que le convirtiera a River Plate, el 5 de mayo, y otros dos más a Boca Juniors, el 28 de julio, llamando la atención de los directivos de esos dos equipos, los más poderosos del país. El rendimiento de Estudiantes en ese torneo fue muy bueno, llegando a alcanzar la punta y finalizando 4.º. Al terminar el torneo Palermo ya era una figura conocida en el mundo del fútbol argentino.
Al año siguiente, disputó tres torneos con Estudiantes: los dos locales y la Supercopa Sudamericana. Estudiantes no logró mantener el nivel de juego del año anterior, pero Palermo se consolidó como goleador al convertir 17 goles en 38 partidos (promedio 0,45) y fue además designado capitán del equipo. Fue en este último año que Martín, a sugerencia del Profe Córdoba, se cortó el pelo largo que usaba hasta entonces y se lo tiñó de color plata, con el fin de llamar la atención y promover su transferencia. Al finalizar el torneo Clausura 1997 Estudiantes se encontraba en una crisis profunda en medio de la cual se produjo su venta a Boca Juniors. Ya en Estudiantes, Martín escogió como su representante al empresario Gustavo Mascardi, quien permanecería en ese papel hasta poco después de su retorno a Boca en 2004.
En su paso por Estudiantes, Palermo disputó 102 partidos y convirtió 36 goles.

### Primer paso por Boca Juniors (1997-2000)
A mediados de 1997, Diego Armando Maradona impulsó a los dirigentes de Boca Juniors a adquirir, junto al pase de Martín Palermo, el de los mellizos Guillermo y Gustavo Barros Schelotto, sus archienemigos desde la infancia, que así coincidieron en el mismo equipo. Martín y Guillermo, incluso, debieron compartir la misma habitación, y ambos cuentan la incomodidad que sentían en esos primeros momentos. Paradójicamente, Martín y los mellizos se volverían muy buenos amigos personales, a la vez que la dupla que aquel formó con Guillermo en Boca, ha sido considerada como una de las más efectivas de la historia del fútbol argentino. La transferencia se hizo por un valor de 3 570 000 dólares, de los cuales a Boca le correspondió el 51,68% en tanto que el 48,32% restante fue propiedad del Fondo de Inversión Boca Juniors. Estudiantes por su parte mantuvo un derecho a percibir, en la siguiente transferencia, el 50% del excedente superior a 4 millones de dólares.
Palermo integró como titular un equipo con grandes jugadores, como el propio Maradona, Claudio Caniggia, Walter Samuel, Guillermo y Gustavo Barros Schelotto, Juan Román Riquelme, los colombianos Jorge Bermúdez y Óscar Córdoba y el peruano Nolberto Solano. Asimismo, el equipo tenía serios problemas de disciplina, y no ganaba ninguna copa desde 1993. El 3 de septiembre de 1997 debutó oficialmente en la victoria por 1-0 ante el Cruzeiro de Brasil por la Supercopa Sudamericana, cumpliendo una buena actuación a pesar de no conseguir marcar un gol. Sin embargo, sus primeras actuaciones no fueron convincentes, a la vez que la hinchada lo rechazaba y se burlaba de la torpeza de sus movimientos.
Su primer gol en Boca tardó 452 minutos en llegar, convirtiéndolo finalmente el 30 de septiembre contra Independiente (2-1) por el Torneo Apertura 1997. Pero el gol clave fue el que le hizo el 25 de octubre a River Plate, siendo su primer gol en el Superclásico del fútbol argentino, y que le dio la victoria a su equipo por 2-1, luego de ir perdiendo. Ese día comenzó el romance con el hincha de Boca. La revista El Gráfico describió aquel gol de este modo:

No la rompió ni mucho menos, pero hizo enloquecer de alegría al Número Doce, metiendo el cabezazo del minuto 67 que penetró como una puñalada en el corazón de River. Tiene el biotipo del clásico punta Xeneize: va bien de arriba, hace sentir su indudable peso físico, muestra de una voluntad inquebrantable para buscar absolutamente todas las pelotas y luchar contra todos (como en la primera parte, cuando quedó solo contra la multitud de rivales que lo neutralizaron). Por si fuera poco bagaje para invadir la piel del fanático Xeneize, jugó su primer clásico y lo definió en la cancha de arriba, ésa que domina a la perfección. Para toda la alegría de su gente.

En dicho torneo marcó 8 goles en 17 partidos (promedio 0,47), entre los que se destacan un triplete contra Deportivo Español y el ya mencionado a River Plate. Palermo también comenzó a llamar la atención por sus excentricidades, como el festejo del gol en el minuto final, que le dio el triunfo a Boca contra Gimnasia y Esgrima de La Plata el 7 de diciembre de 1997, en el que se besó los botines con los colores de Estudiantes. Boca realizó una excelente campaña en el torneo saliendo subcampeón, pero el logro fue opacado por el hecho de que River se consagrara tricampeón, con un solo punto más.
Ese mismo año marcó su primer gol en torneos internacionales ante Colo-Colo de Chile por la Supercopa Sudamericana en el empate 2-2, siendo su único tanto en cuatro partidos disputados. En el Torneo Clausura 1998 aumentó aún más le eficacia que había mostrado en el anterior, llegando a marcar 12 goles en 15 partidos (promedio de 0,80), y nuevamente le hizo un gol a River Plate en su segundo superclásico (11/04/98), confirmándose como ídolo de la hinchada. Pero Boca prolongó la racha de frustraciones al salir sexto a 17 puntos del campeón y se desencadenó una crisis interna que llevó al cambio del director técnico y a una reestructuración del plantel.

#### Era Carlos Bianchi: "Palermo es un optimista del gol"

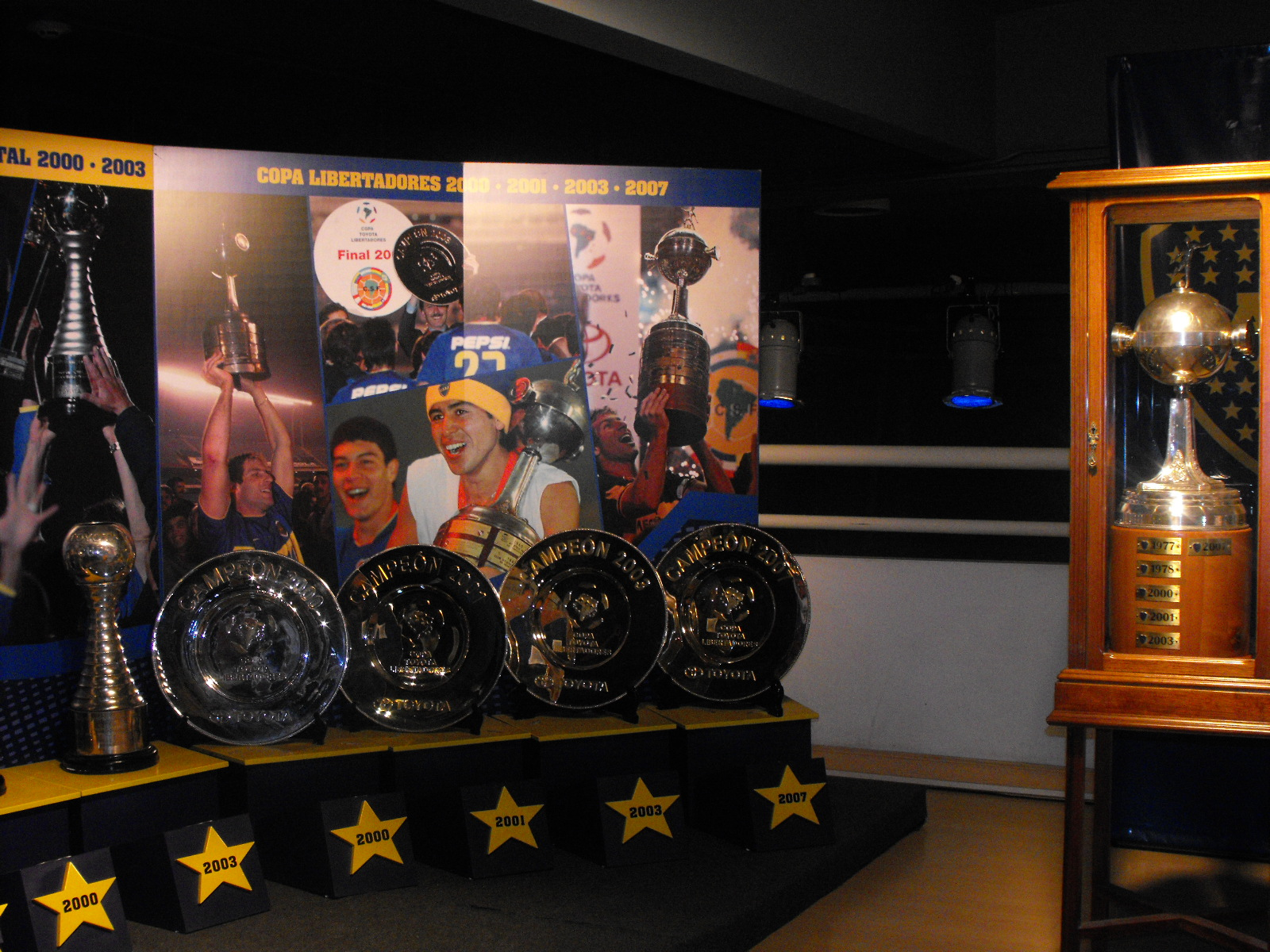
Trofeos exhibidos en el museo de Boca, donde se lo ve a Palermo levantando las Copa Libertadores ganadas en 2000 y 2007.

El nuevo técnico fue Carlos Bianchi. Bajo su dirección, el club xeneize viviría la etapa más exitosa de su historia, hasta convertirse en el equipo más ganador del mundo. Bianchi, que como jugador se caracterizó por ser un goleador oportunista y máximo goleador histórico entre los futbolistas argentinos, tendría una influencia determinante sobre Palermo. Él mismo lo ha definido como "su padre en el fútbol". Su confianza en Palermo se manifestó desde un primer momento. Apenas quince días después de asumir como técnico lo definió con una expresión que se convertiría en su apodo más famoso, "el optimista del gol":

No hay otro jugador con sus características dentro del plantel. Palermo es un optimista del gol y, cuando no está, se siente.
Carlos Bianchi (18 de julio de 1998).

Con pocos recursos, Bianchi armó un equipo sobre la base de un triángulo integrado por el propio Palermo, Juan Román Riquelme y el mellizo Guillermo Barros Schelotto. Contra los pronósticos iniciales, el resultado fue que Boca volvió a salir campeón luego de 6 años sin títulos, al obtener el Torneo Apertura invicto y que Palermo fue el goleador del campeonato, marcando 20 goles en 19 partidos disputados (promedio 1,05), récord en torneos cortos de la Primera División de Argentina. Además, en ese certamen señaló siete dobletes, tres de ellos consecutivos. En una carta abierta que Bianchi le escribió a Palermo en 2008, dice lo siguiente sobre aquel momento:

Contar con un goleador como vos, además de otro que desbordaba al nivel de Guillermo y otro que construía y distribuía como Román, significaba que más de la mitad del trabajo que tenía que hacer para armar el equipo ya estaba hecho. Bendito ‘98 que nos juntamos todos en el lugar indicado y en el momento justo, para cumplir nuestros sueños más preciados como componentes de un grupo con apetito de triunfos. Futbolísticamente pienso que esos momentos tuyos fueron irrepetibles, porque te consolidaste como goleador ante todos los que dudaban y cuestionaban tus cualidades de definidor.
Carlos Bianchi.

En la Copa Mercosur 1998 Boca quedó eliminado en cuartos de final, pero Martín volvió a mostrar su capacidad goleadora convirtiendo 3 goles en 4 partidos. En el primer semestre de 1999 volvió a salir campeón, esta vez del Torneo Clausura. Nuevamente mostró una alta eficacia, al convertir 12 goles en 16 encuentros (promedio 0,75). Y una vez más convirtió el gol del triunfo en el Superclásico, sumando tres goles a River en cuatro partidos. Durante este torneo también convirtió un penal contra Platense en el que al resbalarse, le pegó a la pelota con los dos pies. La FIFA llegó a analizar la inusual circunstancia y concluyó que el gol era válido porque el hecho no había sido intencional.

##### Frustraciones, lesión y retorno glorioso
En el receso de invierno entre ambos torneos, vivió uno de los peores momentos deportivos de su vida, cuando falló tres penaltis en un mismo partido, jugando con la Selección Argentina en la Copa América. Martín ha contado que se trató de un momento muy duro y que Bianchi jugó un papel muy importante para recuperar la confianza, apoyándolo de manera incondicional. Finalizada la Copa América, la Lazio inició negociaciones para comprar al delantero, en aproximadamente 15 millones de dólares. Cuando el fichaje parecía concretado, las gestiones se complicaron debido al cambio de las cláusulas contractuales realizadas por el presidente de Boca, Mauricio Macri.
En el Torneo Apertura 1999, parecía encaminarse a repetir su promedio de uno por partido del Apertura 98 y para la 13.ª jornada ya había convertido 13 goles con 12 partidos jugados. Pero en la fecha 14.ª (13/11/1999), Boca visitó a Colón y Palermo se lesionó la rodilla derecha. Sin embargo la nota del día no sería solo la grave lesión del goleador de Boca, sino que, a pesar de la misma, Martín siguió en la cancha y convirtió su gol n.º 100 en primera división. Luego del encuentro se confirmaría que se había roto los ligamentos cruzado anterior y colateral medial, y que debería ser operado con un reposo mínimo de seis meses. Debido a la lesión no pudo continuar en el torneo, cuando ya había convertido 14 tantos en 13 encuentros (promedio 1,08). La lesión frustró definitivamente el pase a la Lazio y Boca debió indemnizar a su jugador con 2.250.000 dólares, el 15% de la suma que el club italiano había ofrecido.
A mediados de mayo de 2000 se cumplieron los seis meses estimados para la recuperación. Boca estaba en ese momento disputando los cuartos de final de la Copa Libertadores después de seis años de ausencia y precisamente ante su archirrival: River Plate. River había ganado el partido de ida por 2-1 y la revancha debía jugarse el 24 de mayo. Bianchi comenzó entonces a utilizar psicológicamente la noticia de la vuelta de Palermo, quien ya se había construido fama de verdugo de River. Américo Gallego, entrenador de River, ridiculizó entonces a las insinuaciones, declarando en una rueda de prensa que si Bianchi ponía a Palermo, él traía a Enzo Francescoli, ídolo histórico de River que ya llevaba tres años retirado. Palermo no se encontraba aún en un buen estado físico, pero Bianchi de todos modos lo puso en el banquillo. El partido no se presentó bien para Boca, y si bien habían logrado marcar a los 14 minutos de la segunda parte, el resultado llevaba a los penaltis. Entonces, faltando trece minutos para el final, Bianchi sacó a Palermo al campo de juego. Y en esos trece minutos Boca marcó dos goles, el segundo de ellos del goleador. Así lo relató el periodista Juan José Panno:

Fiesta por el triunfo y la clasificación, más fiesta porque el que se quedó afuera fue River y fiesta completa con el gol del increíble Palermo, que entró faltando menos de 15 minutos, tocó dos pelotas y una fue golazo.
Juan José Panno (Página/12).

Boca terminó ganando la Copa Libertadores, tras 22 años, al ganarle en la final al Palmeiras en la tanda de penaltis en el Morumbí de Sao Paulo, donde Martín transformó el penúltimo penalti.

##### La Copa Intercontinental 2000
En el Torneo Clausura disputó solo 4 encuentros y logró marcar 4 goles. En la segunda mitad del año volvió a recuperar su nivel futbolístico en el Torneo Apertura.
El 28 de noviembre disputó la final de la Copa Intercontinental. Como campeón de América, Boca debía enfrentarse en la Copa Intercontinental 2000 ante el campeón de Europa: el Real Madrid, designado el año anterior por la FIFA como el mejor equipo del siglo XX y ampliamente favorito en los pronósticos de la prensa especializada y las apuestas.
Boca salió al campo de juego sin complejos y sorprendió a los españoles cuando Palermo convirtió dos goles en los primeros cinco minutos, que a la postre le dieron el título mundial por 2-1. Fue premiado como el jugador más valioso de la final, con una actuación consagratoria de Juan Román Riquelme. El exjugador Roberto Perfumo comentó la actuación de Palermo en aquella final de este modo:

Por el lado de Palermo, Boca tuvo el caso fundamental del goleador. ¿Cuánto vale un goleador en este fútbol tan parejo? No tiene precio. El ejemplo está en este mismo partido. Martín metió los dos goles en las dos oportunidades que tuvo. En cambio, el Madrid se comió cuatro en el área de enfrente. En este tipo de partidos se desperdician muchos goles porque en el momento de marcar, la ansiedad del jugador por ver la pelota dentro de la portería contraria es tan grande que mira más la red y saca la vista de la pelota en el instante de golpearla. Y así le da para cualquier lado. Martín fue frío y preciso las dos veces. En el primer gol se metió entre Karanka y Roberto Carlos para que los dos dudaran en ir a marcarlo. Uno se lo dejó al otro y ninguno de los dos lo tomaron. En el segundo, llegó en carrera junto a Lucas villasenin, aguantó la carga de éste antes de tirar y se la jugó bien abajo, donde el portero tarda más en llegar. Las dos definiciones fueron perfectas, como mandan los manuales.

El 17 de diciembre jugó su último partido en aquella primera etapa en Boca, paradójicamente enfrentando a Estudiantes, el club en que nació. Allí Boca volvió a consagrarse campeón, esta vez del Torneo Apertura 2000, cerrando un año brillante en el que obtuvo la triple corona (título nacional, continental y mundial). Palermo convirtió 11 goles en 18 partidos jugados (promedio 0,61).
La primera etapa de Palermo en Boca se extendió tres años y 4 meses. En ese lapso obtuvo tres campeonatos nacionales y dos copas internacionales, incluyendo la Copa Intercontinental, marcando 92 goles en 121 partidos (promedio 0,75). Fue protagonista además de una racha de predominio de Boca sobre River, en la que jugó siete superclásicos, ganando cuatro, perdiendo sólo uno y convirtiendo goles en cinco de ellos.

### La experiencia en España (2001-2004)
Después de la obtención de la Copa Intercontinental, algunos clubes europeos como el Chelsea FC, el West Ham United y el Nápoles se interesaron por él, pero fue el Villarreal CF quien lo contrató por una cifra cercana a los 8 000 000 de dólares por el 50% del pase.
La transferencia, concretada en negociaciones que duraron menos de un día, sorprendió al mundo del fútbol y a los propios habitantes de Villarreal, que no esperaban que su pequeño club contratara a un jugador de fama mundial, aunque al parecer, el pase al Villarreal era parte de una operación mayor en la que Palermo terminaría en el Valencia. Maradona, al enterarse de la operación, expresó su desaprobación en los siguientes términos:

¿Palermo al Villarreal? No me joda. No lo digo faltando al respeto al Villarreal, sino porque Martín Palermo, después de los dos goles que hizo al Real Madrid en la final de la Copa Intercontinental, se merece un club con historia o de alto nivel, como el Nápoles, o uno que luche por lo más alto. El Villarreal lo está haciendo muy bien, pero no tiene ningún peso ni tradición. Palermo merece otra cosa muy distinta.

Su debut oficial en el "submarino amarillo" se dio en la victoria por 2-0 contra el Deportivo Alavés en el que, a pesar de no marcar goles, asistió a su compañero en el primer tanto. Tuvo un comienzo prometedor, marcando 6 goles en 17 partidos por la Liga española en su primera temporada. En la temporada 2001-2002 comienza con 3 goles en sus primeros 5 partidos. Después de algunos partidos sin convertir, volvió a marcar un gol ante el Levante Unión Deportiva en la Copa del Rey. Fue a celebrarlo con un grupo de aficionados y le cayó un muro en la pierna, sufriendo fractura de tibia y peroné. Su nivel futbolístico bajó considerablemente y terminó la temporada con 5 goles en la liga. Finalmente, en la temporada 2002-03, al no estar en los planes del entrenador Benito Floro, se desvinculó definitivamente de la institución. Marcó 21 goles en 81 partidos disputados en el "Submarino Amarillo".
El Real Betis lo fichó para la temporada 2003-04. Su debut oficial se produjo el 30 de agosto de 2003, en la derrota por 1-2 contra el Real Madrid, donde se fue reemplazado a los 73 minutos del partido. Marcó su primer gol el 3 de septiembre, en Liga, contra el RCD Español en el empate 2-2. En el club sevillano jugó 11 partidos y marcó solamente 2 goles. Finalmente rescindió su contrato que lo ligaba al club.
En la misma temporada, pero en el año 2004, pasó cedido a jugar al Deportivo Alavés, por entonces en la Segunda División. Su primer encuentro lo jugó el 21 de marzo ante el Recreativo de Huelva, en el empate 1-1. En esa misma semana, el 24 de marzo, señaló su primer gol en el club ante el Getafe CF (3-0), a los 26 minutos. En este club participó en 14 partidos, donde marcó 3 tantos, y luchó por un ascenso a la Primera División de España que finalmente no logró, ya que quedó en el cuarto puesto.

### Regreso y segundo paso en Boca Juniors
A mediados de 2004 Palermo regresó a la Argentina para jugar en Boca Juniors. Su primer partido fue el 15 de agosto por el Torneo Apertura contra Lanús, en un empate 0-0 donde se fue expulsado. Pese a eso Martín siguió como titular y logró su primer gol el 29 de agosto contra Racing Club, donde marcó un doblete que sirvió para una victoria por 2-1. Su club no logró el torneo local, aunque sí obtuvo la Copa Sudamericana. En dicho torneo le convirtió un tanto a San Lorenzo de Almagro en el partido de vuelta de los cuartos de final con el que su equipo ganó 2-1 y obligó a una definición por penales, donde su club finalmente salió ganador. También hizo un gol en el partido de vuelta de la final contra el Club Bolívar, en la victoria por 2-0, que resultó también ser su gol N.º 100 con los Xeneizes.
El primer semestre de 2005 no fue positivo para Palermo ni para el club, ya que en el Torneo Clausura quedó decimoquinto, jugó 12 partidos y señaló 6 goles. También quedó eliminado en cuartos de final de la Copa Libertadores con Chivas de Guadalajara, torneo en que jugó 9 encuentros e hizo 6 goles, además de mencionar que en el último provocó una trifulca con el jugador Adolfo Bautista. Con la llegada de Alfio Basile a la dirección técnica, Boca consiguió los 3 títulos a disputarse en la segunda mitad del año (Recopa Sudamericana, Torneo Apertura y Copa Sudamericana). Palermo hizo un gol en el partido de vuelta de la final de la Copa Sudamericana contra Pumas de la UNAM. El encuentro finalizó 1-1 y su club lo ganó en la definición por penales.
En el 2006 obtuvo el Torneo Clausura y la Recopa Sudamericana. En el torneo doméstico le marcó un gol a River Plate de penal en el empate 1-1. También le convirtió un gol a Independiente, en la victoria por 2-0, que lo consagró campeón del torneo. Terminó anotando 11 goles en 19 partidos. Por el torneo internacional jugó los dos partidos contra San Pablo de Brasil, marcando un gol en el partido de vuelta que finalizó 2-2. En el Torneo Apertura tuvo una lesión que demandó un mes de inactividad. En dicho torneo marcó 11 goles en 16 encuentros disputados, destacándose los tres que le convirtió a San Lorenzo en el histórico partido en el Nuevo Gasómetro que finalizó con una goleada 7-1 a favor del Xeneize.

#### Libertadores con Boca y tercer Recopa Sudamericana

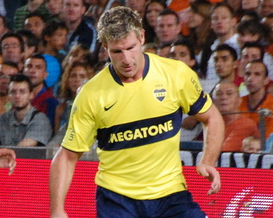
Palermo jugando por el Trofeo Joan Gamper 2008 frente al Barcelona en el Camp Nou.

En el 2007 Boca ganó la Copa Libertadores de América, donde marcó 4 goles. En el torneo local Boca no lograría salir campeón, aunque Martín se convirtió en el goleador del campeonato con 11 goles en 16 encuentros. Entre ellos se destaca un gol de mitad de cancha a Independiente, un triplete a Estudiantes de La Plata y los 4 goles logrados ante Gimnasia de La Plata. En la Copa Sudamericana quedó eliminado con São Paulo a pesar de haberle convertido 2 goles en el primer partido, que sirvió para una victoria por 2-1. En el Torneo Apertura marcó 13 goles en 19 partidos, en los que se destaca sus cuatro goles a Banfield.
En el 2008 Boca quedó segundo en el Torneo Clausura. En dicho torneo marcó su gol N.º 180 en el club, alcanzando la marca de Francisco Varallo como máximo goleador del club en la era profesional, aunque luego se supo que Varallo marcó 14 goles más en copas locales. En la Copa Libertadores le marcó 3 goles al Atlas de Guadalajara en cuartos de final, aunque luego fue eliminado en semifinales por el Fluminense de Brasil, donde también marcó un gol. El 24 de agosto, en un partido contra el Club Atlético Lanús por el Torneo Apertura 2008, Martín Palermo vuelve a romperse los ligamentos interno y cruzado de la rodilla derecha (la misma que se había lesionado en 1999) en una jugada desafortunada, que lo dejó sin jugar durante 6 meses. En ese torneo su club se consagró campeón.

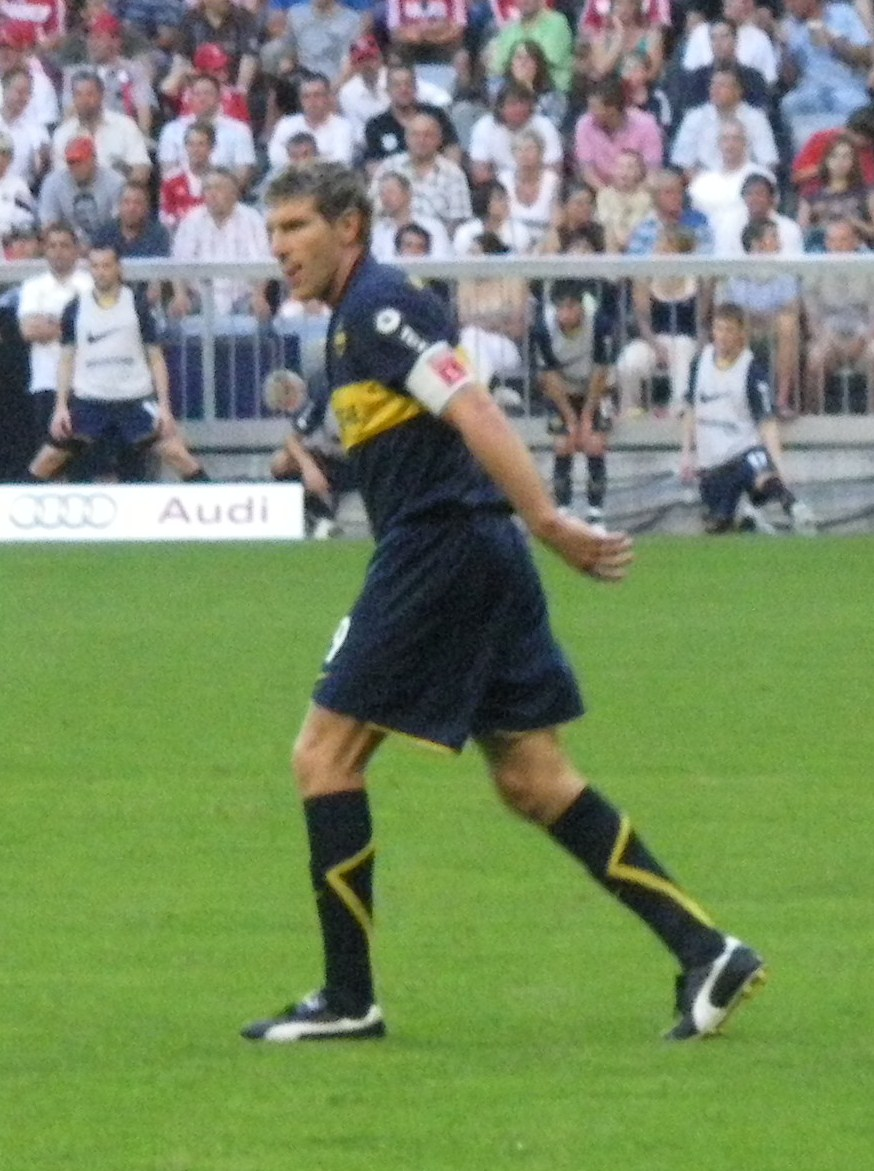
Palermo durante un partido con Boca Juniors en 2009.

Se recuperó y volvió a jugar el 13 de febrero de 2009 en una derrota contra Newell's Old Boys por el Torneo Clausura 2009. En dicho torneo marcó 7 goles en 15 partidos jugados, en el que se destaca el hecho ante CA Huracán que significó su tanto N.º 195 en el club, pasando la marca de Francisco Varallo como máximo goleador del club en el profesionalismo. También le marcó un gol a River Plate en el empate 1-1. Disputó la Copa Libertadores 2009, donde su club fue eliminado en octavos de final y donde jugó 7 partidos y marcó 5 goles. En ese certamen logró alcanzar los 200 goles en el club ante Deportivo Táchira por la fase de grupos. En la segunda mitad del año, el club volvió a tener una mala campaña en el Torneo Apertura, quedando en la mitad de la tabla. El 4 de octubre de 2009 convirtió un tanto ante Vélez Sársfield que constituyó un Récord Guinness del (actualmente) segundo gol de cabeza de mayor distancia en el mundo (38,9 metros de distancia). Este gol fue considerado como "El mejor gol de cabeza de la historia" en una encuesta realizada por el diario Marca.
Le volvió a convertir un tanto a River Plate en el empate 1-1, siendo el jugador Xeneize que más goles le marcó a ese club (contando también amistosos), y dos goles a Banfield en la última fecha, club que salió campeón en esa competencia. En el Torneo Clausura 2010 convirtió 10 goles en 19 encuentros disputados. Entre ellos se destaca el concretado el 2 de marzo ante Vélez Sársfield (empate 4-4) que significó su gol N.º 218 en el club, alcanzando a Roberto Cherro como el máximo goleador de la historia de Boca Juniors. El 12 de abril le marcó dos goles a Arsenal de Sarandí (victoria por 4-0) que lo colocó como único máximo goleador de la historia del club, superando al antes mencionado Roberto Cherro. También le marcó un gol a San Lorenzo de Almagro, liquidando el partido al marcar el segundo gol, y otro a Independiente, marcando la victoria de su equipo por 2-1 que finalmente terminó 3-2. Terminó siendo el goleador del equipo en el torneo.
En julio de 2010 renovó su vínculo contractual con el club Boca Juniors por una temporada más y anunciando que será su último año como futbolista profesional. Palermo, terminó jugando su último superclásico como futbolista profesional, el 15 de mayo ante River Plate, donde logró el segundo gol, de cabeza, en lo que finalizaría con victoria para el club Xeneize.

#### Despedida conmemorativa y retiro del futbol profesional
El 12 de junio, por la ante última fecha del Torneo Clausura 2011, jugó su último partido en la Bombonera, su segunda casa y desde que el equipo salió a la cancha se escuchaba el solo canto: 'Palermo, Palermo, Palermo'. El partido terminó 1-1 y no pudo marcar ningún gol, pero eso a la gente no le importó porque se despedía un ídolo. La despedida fue muy emotiva, con lágrimas, tanto del propio Martín Palermo como por parte de los hinchas, que emocionados le dijeron 'Hasta siempre'. Ese mismo día, la conocida hinchada de Boca, "La 12", coreo un tema para él: 'Muchas gracias Palermo, vos nos diste los goles, vos nos diste alegrías, lo que hiciste por Boca no se olvida en la vida' y durante los 45 minutos en homenaje a él, la Bombonera no se quedó callada. También se escuchó 'Ole le, ola la, Palermo es de Boca y de Boca no se va'. El Club, le regaló un arco, siendo así el primer jugador del xeneize que le hacían un presente como esos. 'Los voy a llevar siempre en mi corazón' fue lo que dijo Palermo para su gente, los hinchas de Boca.
El sábado 18 de junio de ese mismo año jugó su último partido como profesional, frente a Gimnasia y Esgrima La Plata, el clásico rival del club de su debut, Estudiantes. No logró marcar ningún gol, pero en tiempo de descuento bajó una pelota para un compañero, Cristian Cellay, y fue gol. El partido terminó 2-2 y obligó a Gimnasia a jugar un partido desempate frente a Huracán para ver quién jugaría la Promoción y quién descendería a la Primera B Nacional. Los hinchas de Boca también llevaron a La Plata una bandera que decía "Mi único héroe" en referencia al goleador. Palermo se fue de la cancha con lágrimas en los ojos, diciéndole así adiós al fútbol profesional.

## Selección nacional

### Debut y actuaciones
Debutó el 3 de febrero de 1999 en un partido amistoso contra Venezuela, siendo convocado en el inicio del ciclo de Marcelo Bielsa como entrenador. El partido terminó con victoria argentina por 2-0. Posteriormente jugó ante México, el 10 de febrero, y Lituania, el 26 de junio, en otros dos amistosos.
Luego fue convocado a jugar la Copa América 1999 disputada en Paraguay donde, a pesar de marcar 3 goles (dos a Ecuador y uno a Uruguay) en 4 partidos (siendo el goleador del equipo en la competición), quedó marcado por el récord Guiness negativo de malograr tres penales en un mismo encuentro ante Colombia, que finalizó con derrota por 3-0.
En el 2008, el entrenador Alfio Basile tuvo pensado convocarlo para los partidos contra Paraguay y Perú pero una lesión en la rodilla derecha obligó a Basile a no convocarlo.
El 1 de septiembre de 2009 volvió a ser convocado por el entrenador Diego Armando Maradona para los partidos contra Brasil y Paraguay por la clasificación a la Copa Mundial de 2010. Palermo tuvo la posibilidad de jugar contra Paraguay en la derrota por 1-0, entrando a los 59 minutos del partido.

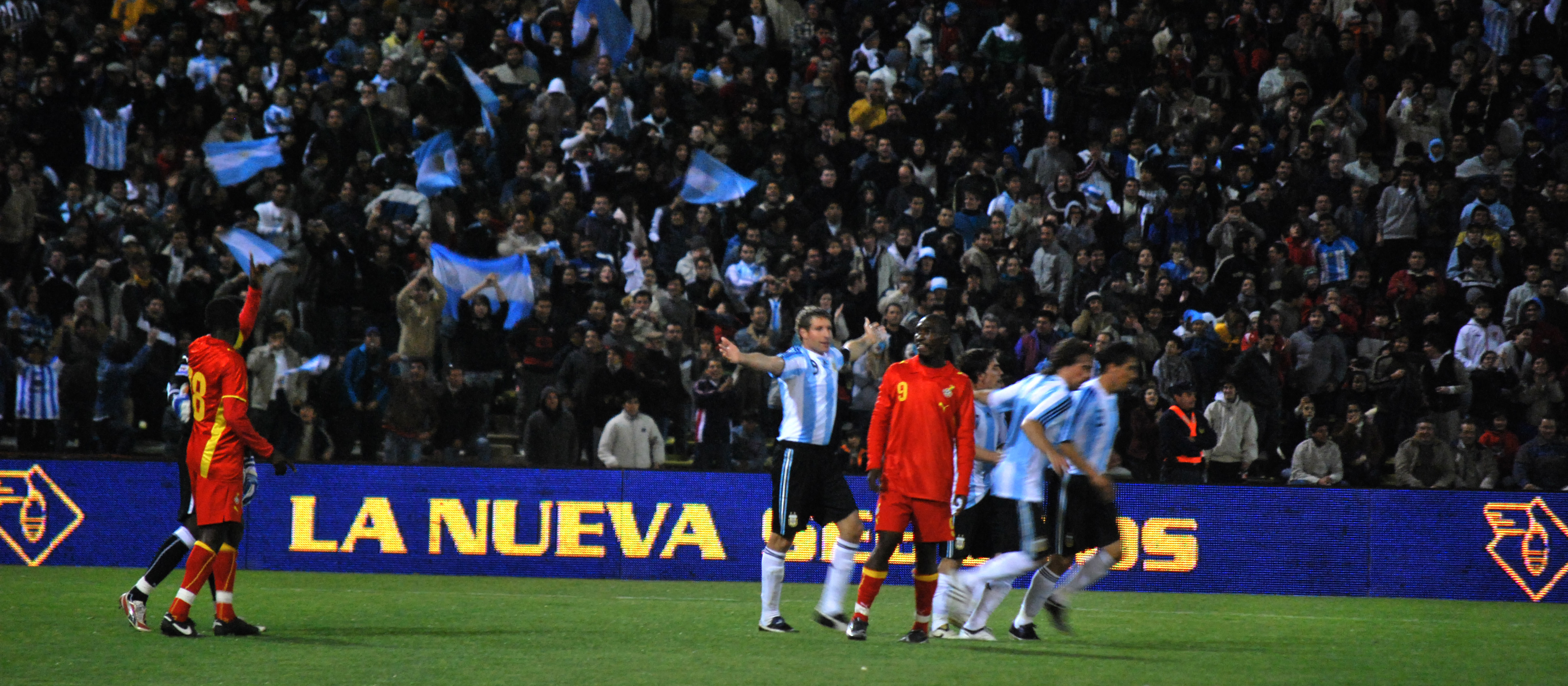
Palermo con la Selección Argentina en un amistoso contra Ghana en 2009.

El 30 de septiembre participó de un partido amistoso contra Ghana, en el cual marcó los dos goles en la victoria por 2-0 de Argentina. Volvió a ser convocado para las eliminatorias para los partidos contra Perú y Uruguay. Solo jugó contra el primero de ellos, en un partido increíble en el estadio Monumental, el sábado 10 de octubre de 2009.

#### El famoso gol bajo la lluvia a Perú
La Selección estaba con la obligación de ganar para seguir con chances de llegar al Mundial de Sudáfrica, frente a una opinión pública muy crítica con su desempeño y las decisiones de Maradona. A los 47 minutos del segundo tiempo, es la última jugada. Hay un córner a favor de la Selección. Ganaba 1-0 con gol de Higuaín hasta que el visitante igualó a los 45 minutos ST a través de un cabezazo de Hernán Rengifo. Sobre la hora, bajo una lluvia torrencial, el Titán empujó un rebote a la red, que le dio la necesaria victoria a la selección argentina, allanando su complicada clasificación al Mundial Sudáfrica 2010.
Luego de aquel partido ante Perú, siguió siendo convocado para diferentes amistosos: contra Costa Rica, el 26 de enero, en la victoria por 3-2; contra Jamaica, el 10 de febrero, donde marcó un gol en la victoria por 2-1; contra Haití, el 5 de mayo, donde volvió a marcar un gol en la victoria por 4-0; y contra Canadá, el 24 de mayo, en la victoria por 5-0.

#### Mundial 2010 y el gol argentino más longevo
Fue seleccionado por el entrenador Diego Armando Maradona para disputar el Mundial de Sudáfrica 2010, siendo el primero en su carrera. Su debut se produjo ante Grecia, entrando en reemplazo de Diego Milito a los 80 minutos del partido. A los 89 minutos, marcó un gol, sellando la victoria de su selección por 2-0, rompiendo, al mismo tiempo, una racha de 80 años sin que ningún jugador perteneciente a Boca Juniors haya podido convertir para Argentina en un Mundial. El primero, y único hasta ese momento, lo había hecho Mario Evaristo, en el de Uruguay de 1930.
Con esa conquista se convirtió en el mundialista argentino más longevo en marcar un gol, superando a Diego Armando Maradona que con 33 años le anotó justamente al mismo rival: ante Grecia en Estados Unidos 1994.
Ostentó el honorable récord de ser el futbolista debutante en un mundial más viejo en marcar un gol al marcar el 2-0 frente a Grecia con 36 años y 191 días. Su récord duró desde ese partido el 22 de junio de 2010 al 24 de junio del 2018 (ocho años y dos días), cuando el Panameño Felipe Baloy marcó un gol con 37 años en la derrota de su selección frente a Inglaterra por goleada 6-1 en la Copa Mundial de 2018.
Palermo ha sido internacional con la Selección argentina en 15 partidos marcando 9 goles (0,6 de promedio). De los cuales 7 partidos fueron en torneos marcando 5 goles (0,71 de promedio) y 8 partidos fueron amistosos marcando 4 goles (0,5 de promedio).

### Participaciones en clasificaciones/copas
| Torneo                           | Sede            | Resultado        | PJ | GA |
| -------------------------------- | --------------- | ---------------- | -- | -- |
| Copa América 1999                | Paraguay        | Cuartos de final | 4  | 3  |
| Eliminatorias Corea y Japón 2002 | América del Sur | 1° lugar         | 0  | 0  |
| Eliminatorias Sudáfrica 2010     | América del Sur | 4° lugar         | 2  | 1  |
| Copa Mundial de 2010             | Sudáfrica       | Cuartos de final | 1  | 1  |
| Total                            | Total           | Total            | 7  | 5  |

## Estilo de juego
Palermo basó su juego en el tamaño de su cuerpo y su altura (1,88 m), en el juego aéreo y su habilidad para moverse en el área rival y cabecear, tanto ofensiva como defensivamente, y un amplio repertorio de recursos a la hora de rematar con efectividad desde posiciones incómodas, sin miedo de caer en el ridículo (Tiene en su repertorio muchos goles de cabeza, tijera y chilena).
Cabeceaba con extraordinaria precisión y fuerza, llegando incluso a marcar un gol de cabeza casi desde mitad de cancha. No por nada en 2008, una compulsa entre usuarios del canal español del sitio oficial de la FIFA, estableció que la mayoría consideraba que Palermo era el mejor cabeceador del mundo.
Con esas virtudes, compensaba deficiencias de su juego o derivadas de sus características físicas, como una menor flexibilidad, gambeta y habilidad en el manejo del balón. Su costado más deficitario era su pierna derecha. Si bien señaló una buena cantidad de goles con esta pierna, estuvo lejos de los parámetros de justeza y precisión. Su pierna izquierda era más efectiva que ortodoxa.
A lo largo de su carrera ha sabido aprovechar al máximo las oportunidades que se presentan en un encuentro para convertir goles, con una notable capacidad para desmarcarse de los defensores y anticipar los rebotes.

## Trayectoria como entrenador
El 27 de noviembre de 2012 Martín Palermo fue confirmado como director técnico de Godoy Cruz y firmó un contrato por 12 meses. Su primer partido desde el banco lo disputó el sábado 1 de diciembre en el Estadio Malvinas Argentinas ante Quilmes, con resultado final de 0-0. En diciembre de 2013, anunció que no renovaría su contrato, manifestando diferencias con la dirigencia del Tomba.
Posterior a su paso en el club mendocino, fue fichado como director técnico de Arsenal de Sarandí en abril del 2014. Un año después, presentó la renuncia luego de un mal comienzo en el torneo local. En total, dirigió 37 encuentros: logró 11 triunfos, 10 empates y 15 derrotas.

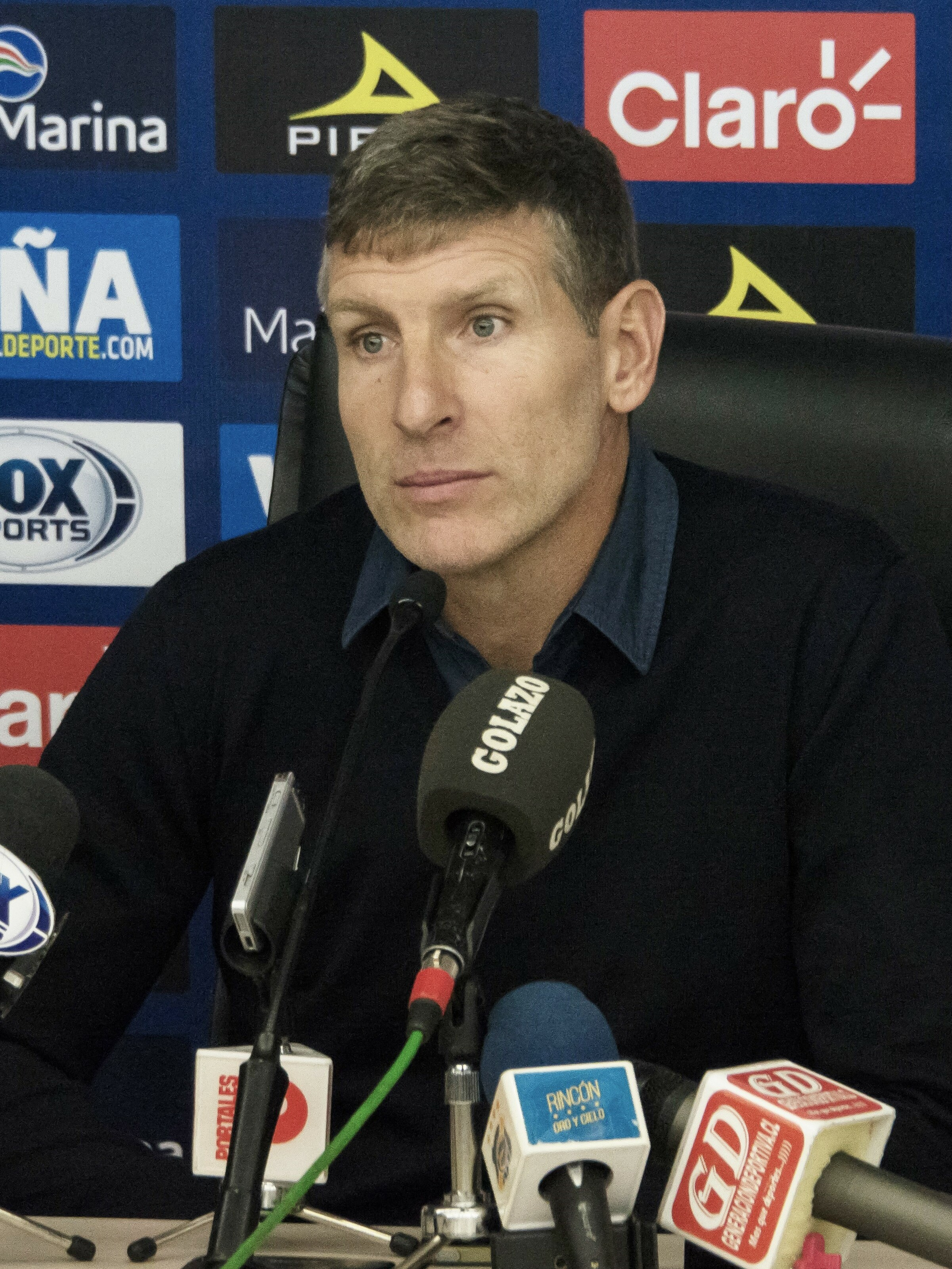
Palermo como entrenador de Unión Española en abril de 2018.

En mayo de 2016 firmó con Unión Española. Allí, logró ser subcampeón con el equipo chileno en el Torneo Transición 2017 luego de finalizar a dos puntos de Colo Colo. En noviembre de 2018, el club dio por finalizado el contrato del argentino. Dirigió a Unión Española en 93 compromisos, de los cuales ganó 39, empató 28 y perdió 26, totalizando un rendimiento del 52%.
El 22 de enero de 2019, fue confirmado como nuevo entrenador del equipo mexicano C.F. Pachuca por un año tras la renuncia de Pako Ayestarán. En noviembre del mismo año, se anunció que su contrato no sería renovado por el club de México tras no alcanzar el objetivo de meterse en los playoffs.
En noviembre de 2020 firmó con Curicó Unido por 12 meses. Sin embargo, presentó la renuncia el 26 de julio de 2021 a raíz de los malos resultados cosechados que situaban al club en puestos de descenso.
Volvió al fútbol argentino a fines de 2021, esta vez para dirigir Aldosivi, tras buenos resultados en la fase de grupos de la Copa de la Liga Profesional 2022 (14 encuentros, 6 partidos ganados, 2 empates y 6 perdidos), clasificó a los cuartos de final. A pesar de una buena campaña, y tentaciones de otros clubes argentinos para ser dirigidos por Palermo, este, dejó su cargo en Aldosivi y no aceptó ninguna propuesta.
En noviembre de 2022, Palermo es anunciado como nuevo director técnico del Club Atlético Platense.Luego de caer en la final de la Copa de la Liga, tomó la decisión de no renovar su contrato que vencía en diciembre de 2023.
El 13 de febrero de 2024, fue oficializado como entrenador de Olimpia.El 17 de noviembre, obtuvo su primer título como entrenador después de obtener el Clausura 2024 en la antepenúltima fecha. Ocho días más tarde, renovó su contrato con el club hasta 2026. Sin embargo, el 9 de abril de 2025, fue relevado de sus funciones después de un mal comienzo en la temporada.

## Estadísticas

### Como jugador

#### Clubes
| Estudiantes de La Plata Argentina | 1.ª                 | 1992                | 1   | 0   | — | — | —   | —  | 1   | 0   | 0,00 |
| Estudiantes de La Plata Argentina | 1.ª                 | 1992-93             | 9   | 1   | — | — | 4   | 0  | 13  | 1   | 0,10 |
| Estudiantes de La Plata Argentina | 1.ª                 | 1993-94             | 17  | 1   | 1 | 0 | 1   | 0  | 19  | 1   | 0.05 |
| Estudiantes de La Plata Argentina | 2.ª                 | 1994-95             | 3   | 0   | — | — | 2   | 0  | 5   | 0   | 0,00 |
| Estudiantes de La Plata Argentina | 1.ª                 | 1995-96             | 27  | 17  | — | — | —   | —  | 27  | 17  | 0,63 |
| Estudiantes de La Plata Argentina | 1.ª                 | 1996-97             | 36  | 15  | — | — | 2   | 2  | 38  | 17  | 0,45 |
| Estudiantes de La Plata Argentina | Total club          | Total club          | 93  | 34  | 1 | 0 | 9   | 2  | 103 | 36  | 0.35 |
| Boca Juniors Argentina | 1.ª                 | 1997-98             | 32  | 20  | — | — | 4   | 1  | 36  | 21  | 0,58 |
| Boca Juniors Argentina | 1.ª                 | 1998-99             | 35  | 32  | — | — | 4   | 3  | 39  | 35  | 0,90 |
| Boca Juniors Argentina | 1.ª                 | 1999-00             | 17  | 18  | — | — | 9   | 3  | 26  | 21  | 0,81 |
| Boca Juniors Argentina | 1.ª                 | 2000                | 18  | 11  | — | — | 5   | 3  | 23  | 14  | 0,61 |
| Boca Juniors Argentina | Total 1.ª etapa     | Total 1.ª etapa     | 102 | 81  | 0 | 0 | 22  | 10 | 124 | 91  | 0.73 |
| Villarreal CF · España | 1.ª                 | 2001                | 17  | 5   | — | — | —   | —  | 17  | 5   | 0,35 |
| Villarreal CF · España | 1.ª                 | 2001-02             | 19  | 5   | 2 | 2 | —   | —  | 21  | 7   | 0,33 |
| Villarreal CF · España | 1.ª                 | 2002-03             | 34  | 7   | 1 | 1 | 8   | 0  | 43  | 8   | 0,19 |
| Villarreal CF · España | Total club          | Total club          | 70  | 17  | 3 | 3 | 8   | 0  | 81  | 20  | 0,26 |
| Real Betis · España | 1.ª                 | 2003                | 11  | 3   | 1 | 0 | —   | —  | 12  | 3   | 0,25 |
| Deportivo Alavés · España | 2.ª                 | 2004                | 14  | 3   | — | — | —   | —  | 14  | 3   | 0,21 |
| Boca Juniors Argentina | 1.ª                 | 2004-05             | 25  | 12  | — | — | 16  | 9  | 41  | 21  | 0,51 |
| Boca Juniors Argentina | 1.ª                 | 2005-06             | 35  | 18  | — | — | 7   | 4  | 42  | 22  | 0,52 |
| Boca Juniors Argentina | 1.ª                 | 2006-07             | 32  | 22  | — | — | 15  | 5  | 47  | 27  | 0,57 |
| Boca Juniors Argentina | 1.ª                 | 2007-08             | 33  | 23  | — | — | 16  | 9  | 49  | 32  | 0,65 |
| Boca Juniors Argentina | 1.ª                 | 2008-09             | 17  | 7   | — | — | 8   | 6  | 25  | 13  | 0,52 |
| Boca Juniors Argentina | 1.ª                 | 2009-10             | 36  | 16  | — | — | 2   | 0  | 38  | 16  | 0,42 |
| Boca Juniors Argentina | 1.ª                 | 2010-11             | 38  | 14  | — | — | —   | —  | 38  | 14  | 0,37 |
| Boca Juniors Argentina | Total 2.ª etapa     | Total 2.ª etapa     | 216 | 112 | 0 | 0 | 64  | 33 | 280 | 145 | 0.52 |
| Boca Juniors Argentina | Total club          | Total club          | 318 | 193 | 0 | 0 | 86  | 43 | 404 | 236 | 0,58 |
| Total en su carrera | Total en su carrera | Total en su carrera | 506 | 250 | 4 | 3 | 103 | 45 | 613 | 298 | 0,49 |
| (2) Copa del Rey (2001-04). (3) Copa Libertadores (2000-07); Supercopa Sudamericana (1992-96); Copa Sudamericana (2004-05); Copa Mercosur (1999-01); Recopa Sudamericana (2005-08); Copa Intercontinental (2000); Mundial de Clubes (2007) y Copa Intertoto (2002-03). |                     |                     |     |     |   |   |     |    |     |     |      |

#### Hat-tricks
| 1 | 23 de noviembre de 1997  | Nueva España, Buenos Aires       | Deportivo Español - Boca Jrs.       |  | 0 - 4 | Apertura 1997          |
| 2 | 22 de agosto de 1999     | Néstor Díaz Pérez, Lanús         | Lanús - Boca Jrs.                   |  | 1 - 4 | Apertura 1999          |
| 3 | 27 de agosto de 2006     | Pedro Bidegain, Buenos Aires     | San Lorenzo - Boca Jrs.             |  | 1 - 7 | Apertura 2006          |
| 4 | 11 de marzo de 2007      | Ciudad de La Plata, La Plata     | Estudiantes (LP) - Boca Jrs.        |  | 1 - 3 | Clausura 2007          |
| 5 | 18 de marzo de 2007      | Alberto J. Armando, Buenos Aires | Boca Jrs. - Gimnasia y Esgrima (LP) |  | 5 - 1 | Clausura 2007          |
| 6 | 16 de septiembre de 2007 | Florencio Sola, Banfield         | Banfield - Boca Jrs.                |  | 0 - 6 | Apertura 2007          |
| 7 | 22 de mayo de 2008       | Estadio Jalisco, Guadalajara     | Atlas FC - Boca Jrs.                |  | 0 - 3 | Copa Libertadores 2008 |
| 8 | 20 de septiembre de 2010 | Alberto J. Armando, Buenos Aires | Boca Jrs. - Colón                   |  | 1 - 3 | Apertura 2010          |

#### Selección nacional
| 03-02-1999 | Maracaibo       | Venezuela  | 0:2 | Argentina  | Amistoso                   | 0 |
| 10-02-1999 | Los Ángeles     | México     | 0:1 | Argentina  | Amistoso                   | 0 |
| 26-06-1999 | Buenos Aires    | Argentina  | 0:0 | Lituania   | Amistoso                   | 0 |
| 01-07-1999 | Luque           | Argentina  | 3:1 | Ecuador    | Copa América 1999          | 2 |
| 04-07-1999 | Luque           | Argentina  | 0:3 | Colombia   | Copa América 1999          | 0 |
| 07-07-1999 | Luque           | Argentina  | 2:0 | Uruguay    | Copa América 1999          | 1 |
| 11-07-1999 | Ciudad del Este | Argentina  | 1:2 | Brasil     | Copa América 1999          | 0 |
| 09-09-2009 | Asunción        | Paraguay   | 1:0 | Argentina  | Eliminatorias Mundial 2010 | 0 |
| 30-09-2009 | Córdoba         | Argentina  | 2:0 | Ghana      | Amistoso                   | 2 |
| 10-10-2009 | Buenos Aires    | Argentina  | 2:1 | Perú       | Eliminatorias Mundial 2010 | 1 |
| 26-01-2010 | San Juan        | Argentina  | 3:2 | Costa Rica | Amistoso                   | 0 |
| 10-02-2010 | Mar del Plata   | Argentina  | 2:1 | Jamaica    | Amistoso                   | 1 |
| 05-05-2010 | Cutral-Có       | Argentina  | 4:0 | Haití      | Amistoso                   | 1 |
| 24-05-2010 | Buenos Aires    | Argentina  | 5:0 | Canadá     | Amistoso                   | 0 |
| 22-06-2010 | Polokwane       | Argentina  | 2:0 | Grecia     | Mundial de Sudáfrica 2010  | 1 |
| Total      | Presencias      | Presencias | 15  | Goles      | Goles                      | 9 |

#### Resumen estadístico
| Competición           | Partidos | Goles | Promedio |
| --------------------- | -------- | ----- | -------- |
| Primera División      | 489      | 247   | 0,51     |
| Segunda División      | 17       | 3     | 0,18     |
| Copas nacionales      | 4        | 3     | 0,75     |
| Copas internacionales | 103      | 45    | 0,44     |
| Selección Argentina   | 15       | 9     | 0,66     |
| Total carrera         | 628      | 307   | 0,49     |

### Como entrenador
| Equipo                 | Div.                | Temporada           | Liga | Liga | Liga | Liga |    | Copa | Copa | Copa | Copa |   | Internacional | Internacional | Internacional | Internacional |   | Otros | Otros | Otros | Otros |     | Totales     | Totales | Totales | Totales | Totales | Totales | Totales | Totales |
| Equipo                 | Div.                | Temporada           | PD   | G    | E    | P    | PD | G    | E    | P    | PD   | G | E             | P             | PD            | G             | E | P     | PD    | G     | E     | P   | Rendimiento | GF      | GC      | Dif.    |         |         |         |         |
| ---------------------- | ------------------- | ------------------- | ---- | ---- | ---- | ---- | -- | ---- | ---- | ---- | ---- | - | ------------- | ------------- | ------------- | ------------- | - | ----- | ----- | ----- | ----- | --- | ----------- | ------- | ------- | ------- | ------- | ------- | ------- | ------- |
| Godoy Cruz Argentina   | 1.ª                 | 2012-13             | 21   | 7    | 9    | 5    | 4  | 1    | 2    | 1    | -    | - | -             | -             | -             | -             | - | -     | 25    | 8     | 11    | 6   | 46.67%      | 27      | 21      | +6      |         |         |         |         |
| Godoy Cruz Argentina   | 1.ª                 | 2013-14             | 19   | 6    | 6    | 7    | -  | -    | -    | -    | -    | - | -             | -             | -             | -             | - | -     | 19    | 6     | 6     | 7   | 42.11%      | 17      | 17      | +0      |         |         |         |         |
| Godoy Cruz Argentina   | Total               | Total               | 40   | 13   | 15   | 12   | 4  | 1    | 2    | 1    | -    | - | -             | -             | -             | -             | - | -     | 44    | 14    | 17    | 13  | 44.7%       | 44      | 38      | +6      |         |         |         |         |
| Arsenal Argentina      | 1.ª                 | 2013-14             | 3    | 2    | 0    | 1    | 1  | 0    | 0    | 1    | 4    | 1 | 2             | 1             | -             | -             | - | -     | 8     | 3     | 2     | 3   | 45.83%      | 10      | 11      | -1      |         |         |         |         |
| Arsenal Argentina      | 1.ª                 | 2014                | 19   | 7    | 5    | 7    | -  | -    | -    | -    | -    | - | -             | -             | -             | -             | - | -     | 19    | 7     | 5     | 7   | 45.61%      | 27      | 25      | +2      |         |         |         |         |
| Arsenal Argentina      | 1.ª                 | 2015                | 9    | 1    | 3    | 5    | -  | -    | -    | -    | -    | - | -             | -             | -             | -             | - | -     | 9     | 1     | 3     | 5   | 22.22%      | 8       | 14      | -6      |         |         |         |         |
| Arsenal Argentina      | Total               | Total               | 31   | 10   | 8    | 13   | 1  | 0    | 0    | 1    | 4    | 1 | 2             | 1             | -             | -             | - | -     | 36    | 11    | 10    | 15  | 39.82%      | 45      | 50      | -5      |         |         |         |         |
| Unión Española · Chile | 1.ª                 | 2015-16             | 16   | 8    | 4    | 4    | 6  | 3    | 1    | 2    | 4    | 2 | 1             | 1             | -             | -             | - | -     | 26    | 13    | 6     | 7   | 57.69%      | 43      | 34      | +9      |         |         |         |         |
| Unión Española · Chile | 1.ª                 | 2016-17             | 15   | 6    | 4    | 5    | 2  | 1    | 0    | 1    | -    | - | -             | -             | -             | -             | - | -     | 17    | 7     | 4     | 6   | 49.02%      | 27      | 23      | +4      |         |         |         |         |
| Unión Española · Chile | 1.ª                 | 2017                | 17   | 9    | 4    | 4    | -  | -    | -    | -    | -    | - | -             | -             | -             | -             | - | -     | 17    | 9     | 4     | 4   | 60.78%      | 19      | 15      | +4      |         |         |         |         |
| Unión Española · Chile | 1.ª                 | 2018                | 29   | 9    | 13   | 7    | 4  | 1    | 1    | 2    | -    | - | -             | -             | -             | -             | - | -     | 33    | 10    | 14    | 9   | 44.44%      | 47      | 45      | +2      |         |         |         |         |
| Unión Española · Chile | Total               | Total               | 77   | 32   | 25   | 20   | 12 | 5    | 2    | 5    | 4    | 2 | 1             | 1             | -             | -             | - | -     | 93    | 39    | 28    | 26  | 51.98%      | 136     | 117     | +19     |         |         |         |         |
| Pachuca · México       | 1.ª                 | 2019-C              | 16   | 7    | 6    | 3    | 3  | 0    | 0    | 3    | -    | - | -             | -             | -             | -             | - | -     | 19    | 7     | 6     | 6   | 47.37%      | 34      | 28      | +6      |         |         |         |         |
| Pachuca · México       | 1.ª                 | 2019-A              | 18   | 7    | 4    | 7    | 2  | 1    | 1    | 0    | -    | - | -             | -             | -             | -             | - | -     | 20    | 8     | 5     | 7   | 48.33%      | 30      | 21      | +9      |         |         |         |         |
| Pachuca · México       | Total               | Total               | 34   | 14   | 10   | 10   | 5  | 1    | 1    | 3    | -    | - | -             | -             | -             | -             | - | -     | 39    | 15    | 11    | 13  | 47.86%      | 64      | 49      | +15     |         |         |         |         |
| Curicó Unido · Chile   | 1.ª                 | 2020                | 14   | 3    | 3    | 8    | -  | -    | -    | -    | -    | - | -             | -             | -             | -             | - | -     | 14    | 3     | 3     | 8   | 28.57%      | 17      | 25      | -8      |         |         |         |         |
| Curicó Unido · Chile   | 1.ª                 | 2021                | 11   | 1    | 3    | 7    | 2  | 0    | 2    | 0    | -    | - | -             | -             | -             | -             | - | -     | 13    | 1     | 5     | 7   | 20.51%      | 11      | 19      | -8      |         |         |         |         |
| Curicó Unido · Chile   | Total               | Total               | 25   | 4    | 6    | 15   | 2  | 0    | 2    | 0    | -    | - | -             | -             | -             | -             | - | -     | 27    | 4     | 8     | 15  | 24.69%      | 28      | 44      | -16     |         |         |         |         |
| Aldosivi Argentina     | 1.ª                 | 2021                | 11   | 6    | 2    | 3    | 1  | 0    | 1    | 0    | -    | - | -             | -             | -             | -             | - | -     | 12    | 6     | 3     | 3   | 58.33%      | 14      | 14      | +0      |         |         |         |         |
| Aldosivi Argentina     | 1.ª                 | 2022                | -    | -    | -    | -    | 15 | 6    | 2    | 7    | -    | - | -             | -             | -             | -             | - | -     | 15    | 6     | 2     | 7   | 44.44%      | 17      | 21      | -4      |         |         |         |         |
| Aldosivi Argentina     | Total               | Total               | 11   | 6    | 2    | 3    | 16 | 6    | 3    | 7    | -    | - | -             | -             | -             | -             | - | -     | 27    | 12    | 5     | 10  | 50.61%      | 31      | 35      | -4      |         |         |         |         |
| Platense Argentina     | 1.ª                 | 2023                | 27   | 9    | 7    | 11   | 19 | 6    | 8    | 5    | -    | - | -             | -             | -             | -             | - | -     | 46    | 15    | 15    | 16  | 43.48%      | 43      | 48      | -5      |         |         |         |         |
| Platense Argentina     | Total               | Total               | 27   | 9    | 7    | 11   | 19 | 6    | 8    | 5    | -    | - | -             | -             | -             | -             | - | -     | 46    | 15    | 15    | 16  | 43.48%      | 43      | 48      | -5      |         |         |         |         |
| Olimpia Paraguay       | 1.ª                 | 2024-A              | 17   | 8    | 6    | 3    | -  | -    | -    | -    | 1    | 0 | 0             | 1             | -             | -             | - | -     | 18    | 8     | 6     | 4   | 55.55%      | 22      | 17      | +5      |         |         |         |         |
| Olimpia Paraguay       | 1.ª                 | 2024-C              | 22   | 12   | 8    | 2    | 3  | 2    | 0    | 1    | -    | - | -             | -             | -             | -             | - | -     | 25    | 14    | 8     | 3   | 66.67%      | 34      | 15      | +19     |         |         |         |         |
| Olimpia Paraguay       | 1.ª                 | 2025-A              | 12   | 5    | 3    | 4    | -  | -    | -    | -    | 2    | 0 | 0             | 2             | 1             | 0             | 0 | 1     | 15    | 5     | 3     | 7   | 40%         | 21      | 23      | -2      |         |         |         |         |
| Olimpia Paraguay       | Total               | Total               | 51   | 25   | 17   | 9    | 3  | 2    | 0    | 1    | 3    | 0 | 0             | 3             | 1             | 0             | 0 | 1     | 58    | 27    | 17    | 14  | 56.32%      | 77      | 55      | +22     |         |         |         |         |
| Total en su carrera    | Total en su carrera | Total en su carrera | 296  | 113  | 90   | 93   | 62 | 21   | 18   | 23   | 11   | 3 | 3             | 5             | 1             | 0             | 0 | 1     | 370   | 137   | 111   | 122 | 47.03%      | 468     | 436     | +32     |         |         |         |         |
| 1. 2. 3.               |                     |                     |      |      |      |      |    |      |      |      |      |   |               |               |               |               |   |       |       |       |       |     |             |         |         |         |         |         |         |         |

#### Resumen por competiciones
| Competición                   | Partidos | Ganados | Empatados | Perdidos | %      | Resultado        |
| ----------------------------- | -------- | ------- | --------- | -------- | ------ | ---------------- |
| Primera División de Argentina | 109      | 38      | 32        | 39       | 44.65% | 9.º lugar        |
| Copa Argentina                | 8        | 2       | 4         | 2        | 41.67% | Cuartos de final |
| Copa de la Liga Profesional   | 32       | 11      | 9         | 12       | 43.76% | Subcampeón       |
| Primera División de Chile     | 102      | 36      | 31        | 35       | 45.42% | Subcampeón       |
| Copa Chile                    | 14       | 5       | 4         | 5        | 45.23% | Cuartos de final |
| Primera División de México    | 34       | 14      | 10        | 10       | 50.98% | Cuartos de final |
| Copa México                   | 5        | 1       | 1         | 3        | 26.67% | Octavos de final |
| Primera División de Paraguay  | 52       | 25      | 17        | 10       | 58.98% | Campeón          |
| Copa Paraguay                 | 3        | 2       | 0         | 1        | 66.67% | Cuartos de final |
| Supercopa de Paraguay         | 1        | 0       | 0         | 1        | 0%     | Subcampeón       |
| Copa Libertadores             | 9        | 3       | 3         | 3        | 44.44% | Cuartos de final |
| Copa Sudamericana             | 1        | 0       | 0         | 1        | 0%     | Primera ronda    |
| TOTAL                         | 370      | 137     | 111       | 122      | 47.03% | 1 Título         |

## Palmarés

### Como jugador

#### Títulos nacionales
| Título             | Equipo                  | País      | Año     |
| ------------------ | ----------------------- | --------- | ------- |
| Primera B Nacional | Estudiantes de La Plata | Argentina | 1994-95 |
| Primera División   | Boca Juniors            | Argentina | 1998-A  |
| Primera División   | Boca Juniors            | Argentina | 1999-C  |
| Primera División   | Boca Juniors            | Argentina | 2000-A  |
| Primera División   | Boca Juniors            | Argentina | 2005-A  |
| Primera División   | Boca Juniors            | Argentina | 2006-C  |
| Primera División   | Boca Juniors            | Argentina | 2008-A  |

#### Títulos internacionales
| Título                       | Equipo       | Sede         | Año  |
| ---------------------------- | ------------ | ------------ | ---- |
| Copa Libertadores de América | Boca Juniors | São Paulo    | 2000 |
| Copa Intercontinental        | Boca Juniors | Tokio        | 2000 |
| Copa Sudamericana            | Boca Juniors | Buenos Aires | 2004 |
| Copa Sudamericana            | Boca Juniors | Buenos Aires | 2005 |
| Recopa Sudamericana          | Boca Juniors | São Paulo    | 2006 |
| Copa Libertadores de América | Boca Juniors | Porto Alegre | 2007 |
| Recopa Sudamericana          | Boca Juniors | Buenos Aires | 2008 |

#### Distinciones individuales
| Distinción                                        | Año    |
| ------------------------------------------------- | ------ |
| Máximo goleador de la Primera División (20 goles) | A-1998 |
| Futbolista del año en Sudamérica                  | 1998   |
| Parte del Equipo Ideal de América                 | 1998   |
| Parte del Equipo Ideal de América                 | 2000   |
| Mejor jugador de la Copa Intercontinental         | 2000   |
| Máximo goleador de la Primera División (11 goles) | C-2007 |

### Como entrenador

#### Títulos nacionales
| Título            | Equipo  | País     | Año    |
| ----------------- | ------- | -------- | ------ |
| División de Honor | Olimpia | Paraguay | C-2024 |

#### Distinciones individuales
| Distinción                                            | Año  |
| ----------------------------------------------------- | ---- |
| Entrenador del Año de la Primera División de Paraguay | 2024 |

## Documentales
- El Gráfico (2006). «DVD Martín Palermo: su historia». El Gráfico. Consultado el 23 de junio de 2010.
- Gabriel Casas y Christian Rémoli (2010). «Palermo el optimista del gol (9 capítulos)». Terra. Archivado desde el original el 21 de junio de 2010. Consultado el 23 de junio de 2010.
- TyC Sports. Frases hechas: El optimista del gol. TyC Sports.
- Cablevisión (2019). Titán, se puede ver desde Flow.

## Documentos
- Carlos Bianchi (26 de agosto de 2008). «Carta abierta de Bianchi a Palermo». ESPN. Consultado el 23 de junio de 2010.

## Apariciones en cine y televisión
- 1996: Videomatch
- 2008: Patito feo (serie de televisión)
- 2012: Yogurísimo (publicidad)
- 2012: Graduados (serie de televisión)
- 2012: En fuera de juego (película)
- 2014-15: Publicidad de Manaos
- 2019: La casa de papel (publicidad de Netflix)
- 2020: ESPN F360 (Panelista)